# Райдаут, Кайл
Кайл Райдаут (англ. Kyle Rideout) — канадский актёр, сценарист и режиссёр.

## Карьера
В 2005 получил Театральную Премию имени Джесси Ричардсона за лучший актёрский дебют.
В 2010 появился в качестве актёра в театральной постановке Studies in Motion: The Hauntings of Eadweard Muybridge. Главный персонаж пьесы, Эдвард Мейбридж, стал также главным героем фильма Райдаута «Эдвард».
С 2012 года озвучивает мультсериал «Маленький зоомагазин».
В 2016 году номинирован на премию Canadian Screen Award за лучший сценарий в фильме «Эдвард».

## Фильмография

### Актёр
- 2004 — Следствие ведёт Да Винчи / Da Vinci's Inquest — Майк
- 2014 — Сверхъестественное / Supernatural — человек, запертый в шкафу
- 2015 — Эдвард / Eadweard — Джек
- 2016 — Дэдпул / Deadpool — супер-солдат #1
- 2016 — Легенды завтрашнего дня / Legends of Tomorrow — отец Мартина Штейна
- 2016 — Варкрафт / Warcraft — офицер Альянса
- 2017 — Я — зомби / iZombie  — Альфа Дэйл
- 2017 — Тайна чердака / Secrets in the Attic — Эд Бринсон
- 2017 — По расчету / The Arrangement —  Коннор

### Режиссёр
- 2010 —  Хмельная Веточка / Hop the Twig (короткометражка)
- 2015 — Эдвард / Eadweard

### Озвучивание
- 2006 — Девочка, покорившая время / Toki o kakeru shôjo — дополнительная озвучка (английский дубляж)
- 2007 — Меч чужака / 無皇刃譚 — Фенг Ву (английский дубляж)
- 2012-2016 — Маленький зоомагазин / Littlest Pet Shop — Винни Терио (102 эпизода)
- 2010 — Дружба — это чудо / My Little Pony: Friendship Is Magic — Торакс

### Сценарист
- 2015 — Эдвард / Eadweard

### Продюсер
- 2015 — Эдвард / Eadweard

### Композитор
- 2012-2016 — Маленький зоомагазин / Littlest Pet Shop — (составитель саундтрека, 10 эпизодов)

### Монтажёр
- 2010 — Хмельная Веточка / Hop the Twig (короткометражка)
- 2015 — Беверли-Хиллз, 90210: Несанкционированная история / The Unauthorized Beverly Hills, 90210 Story